# Iulius Tutor
Iulius Tutor war ein vornehmer Treverer, der beim von Iulius Civilis angeführten Bataveraufstand gegen die römische Herrschaft in Gallien und Niedergermanien 70 n. Chr. eine bedeutende Rolle spielte.

## Leben
Die einzige erhaltene antike Quelle, die über Iulius Tutor berichtet, sind die Historien des römischen Geschichtsschreibers Tacitus. Demnach wurde Tutor im Vierkaiserjahr von Vitellius als praefectus ripae zum Befehlshaber über die niedergermanische Rhein-Grenze ernannt. Nach der Ermordung des Statthalters der Provinz Germania superior, Marcus Hordeonius Flaccus, durch meuternde Soldaten (Januar 70 n. Chr.) trat er heimlich der Erhebung des Iulius Civilis bei, wie dies auch ein mächtigerer Anführer der Treverer, Iulius Classicus, tat. Offenbar gehörte Tutor zu den Teilnehmern eines Treffens hochrangiger Vertreter verschiedener Stämme in einem Privathaus in Köln, bei dem ihr antirömisches Bündnis besiegelt wurde. Damals soll auch über die Schaffung eines von Rom unabhängigen Gallien diskutiert worden sein.
Tutor befehligte dann treverische Auxiliartruppen, die den römischen Legaten Gaius Dillius Vocula unterstützen sollten. Als dieser von Köln aus zum Entsatz des von Civilis zum zweiten Mal belagerten Vetera (beim heutigen Xanten) aufbrach, verließen ihn Tutor und seine Soldaten ebenso wie andere gallische Hilfstruppen. Aus diesem Grund war Vocula zum Abbruch des Entsatzversuches gezwungen. Immer mehr Truppenteile fielen von Vocula ab, der schließlich dem Anschlag eines Deserteurs der ersten Legion, Aemilius Longinus, zum Opfer fiel. Tutor und Classicus waren offen auf die Seite der gallischen Aufständischen getreten und hatten die Revolte noch weiter zu organisieren.
Tutor belagerte mit starken Verbänden Köln und soll diese Stadt und die anderen Besatzungen am oberen Rhein zur Ablegung des Eides auf ein Gallisches Reich gezwungen haben. Die Sequaner standen aber weiterhin loyal zu Rom, die Remer wollten ebenfalls eher den Frieden mit Rom erhalten und Quintus Petilius Cerialis, ein Vertrauter Kaiser Vespasians, zog mit einem großen Truppenkontingent von Italien aus heran, um den Aufstand zu unterdrücken. Tutor sollte die Ufer des Rheins in Germania superior und die Alpenpässe besetzen, war dabei aber säumig. Erst die Meldung, dass die Legio XXI Rapax, die rätischen Auxiliarkohorten unter Sextilius Felix und die Ala Singularium von Vindonissa her im Anmarsch seien, bewog Tutor, weitere Krieger aus den Reihen der Stämme der Vangionen, Caeracaten und Triboker zu rekrutieren. Mit diesen neuen Militäreinheiten stockte er sein Heer ebenso auf wie mit altgedienten Legionssoldaten. So gelang ihm ein Anfangserfolg über einen römischen Vortrupp. Als aber das römische Hauptheer im Anzug war, ergaben sich die neu ausgehobenen gallischen Hilfstruppen und die in Tutors Armee kämpfenden Legionäre aus Mogontiacum (heute Mainz) dem Sextilius Felix. Die Folge war, dass sich Tutor nur noch auf seine treverischen Soldaten stützen konnte und nach Bingen zurückziehen musste. Dort ließ er die Brücke über die Nahe zerstören, doch schaffte es die römische Streitmacht, den Fluss bei einer Furt zu überqueren und einen Sieg über Tutor zu erringen.
Dieser militärische Misserfolg rief bei den Treverern große Bestürzung hervor. Tutor suchte mit dem Rest seiner Truppen die Vereinigung mit Iulius Valentinus, einem weiteren Führer der Treverer, herzustellen. Sie sammelten wieder eine aus ihrem Volk rekrutierte Armee und ließen, um eine Verständigung mit den Römern möglichst zu erschweren, die Legionssoldaten Herennius Gallus und Numisius Rufus umbringen.
Petilius Cerialis rückte mit in Mogontiacum zusammengerafften Streitkräften in Eilmärschen gegen die treverische Hauptstadt Augusta Treverorum (heute Trier) vor, schlug unterwegs Valentinus bei Rigodulum (heute Riol) und nahm daraufhin Augusta Treverorum ein. Civilis und seine Bundesgenossen sammelten ihre Truppen um diese Metropole. Tutor und Classicus traten entgegen der Ansicht des Civilis für einen schnellen gemeinschaftlichen Angriff auf den in Augusta Treverorum verschanzten Cerialis ein. Tutor, Classicus und Civilis kommandierten jeweils einen Teil des vereinigten Heeres, das gegen Augusta Treverorum vorrückte. Zu Beginn verlief ihre Attacke erfolgreich, doch die mutige Entschlossenheit des Cerialis und die Beutegier der Germanen und Gallier, die dadurch die Ausnutzung ihres anfänglichen Erfolges vernachlässigten, wendeten das Blatt. Die Römer konnten den feindlichen Angriff zurückschlagen und Civilis ergriff mit seinen Verbündeten die Flucht.
Tutor und Classicus blieben weiterhin Alliierte des Civilis, überschritten den Rhein und begaben sich ins Land der Bataver, um den Kampf gegen Rom fortzusetzen. Insgesamt fanden sich 113 treverische Adlige bei Civilis ein. Als dieser die Offensive mit geteilten Kräften ergriff und Attacken auf vier befestigte Plätze der Römer (Arenacum, Batavodurum, Grinnes und Vada) anordnete, führte Tutor wohl das Kommando über eine der vier Abteilungen. Hierbei leitete er wahrscheinlich entweder den Überfall auf die römischen Auxiliareinheiten in Grinnes oder in Vada. Das rechtzeitige Erscheinen der Kavallerie unter Führung des Cerialis rettete die römischen Hilfstruppen. Tutor konnte aber mit einem Boot über den Rhein entkommen. Sein weiteres Schicksal ist unbekannt.